# Ifara
Ifara, también conocido como Ifara-La Ninfa, es una urbanización de la ciudad de Santa Cruz de Tenerife (Canarias, España), que se encuadra administrativamente dentro del distrito de Centro-Ifara.
El nombre de Ifara procede de un vocablo guanche que, según algunos autores, significa 'campiñas, campos'.
Se llega al barrio a través de la calle de Rubens Marichal López o de la carretera general de Los Campitos.
Se trata de una de las urbanizaciones más exclusivas de Tenerife.

## Características
Ifara queda delimitada de la siguiente manera: partiendo de su vértice norte ubicado en la confluencia del barranco Ancheta con el barranquillo del Lomo de las Panaderas, el límite toma dirección suroeste por la calle Escalera San Juanito hasta el límite sur de la plaza de la Iglesia de Los Campitos. Sigue desde aquí rumbo suroeste bordeando las construcciones hasta donde estas acaban, tomando luego en línea recta hasta cerca del kilómetro 3 de la carretera de Los Campitos. Sigue el límite por el eje de la carretera hasta su paso por el barranco de San Antonio, descendiendo luego en línea recta dirección este hasta la última curva de la calle del Doctor González Coviella. Desde aquí traza de nuevo una línea recta en dirección sureste hasta un punto sobre los bloques de viviendas de la calle de Ramón Baudet Grandy, y desde este punto en línea dirección este hasta el cauce del barranco de Ancheta, que sigue hasta el punto de partida.
Se trata de un barrio residencial de chalés y urbanizaciones de viviendas colectivas en altura. El barrio puede dividirse en los núcleos de La Ninfa, construido en la ladera entre el barranco de San Antonio y el barranquillo Guaite, y el de Ifara, en la ladera entre este barranquillo y el barranco Ancheta.
Se ubica a una altitud media de 186 m s. n. m., a unos 3 kilómetros del centro de la ciudad. Ocupa una superficie de 0,34 km².
En la zona baja del barrio se localizan la Consejería de Presidencia, Justicia y Seguridad y la Dirección General de Telecomunicaciones y Nuevas Tecnologías. Aquí se encuentran también el Centro Residencial de Mayores Mirador de Ifara y la residencia de mayores AMMA Santa Cruz.
Hasta mediados de 1960 era una zona de plantaciones de plataneras. Sobre 1965 aparecieron las primeras construcciones y fue en la década de los 80 cuando se consolidó como una zona residencial de alto nivel.

## Historia
La zona sobre la que se asienta el barrio constituía plantaciones de platanera hasta mediados de la década de 1960. Las primeras construcciones aparecen hacia 1965 a lo largo de la carretera, consolidándose el barrio en la década de 1980 como zona residencial de alto nivel.
El barrio cuenta con la asociación de vecinos Ifara-La Ninfa.

## Demografía
| Año        | 2005  | 2006  | 2007  | 2008  | 2009  | 2010  | 2016  |
| ---------- | ----- | ----- | ----- | ----- | ----- | ----- | ----- |
| Habitantes | 1 943 | 1 440 | 1 458 | 1 460 | 1 457 | 1 473 | 1 387 |

## Transporte público
En guagua queda conectado mediante la siguiente línea de Titsa:
| Línea | Trayecto                          | Recorrido |
| ----- | --------------------------------- | --------- |
| 912   | Santa Cruz - Ifara - Los Campitos | Recorrido |

## Lugares de interés
- Viviendas Escalonadas de Ifara[10]
- Centro Residencial de Mayores Mirador de Ifara
- Residencia de mayores AMMA Santa Cruz